# Palythoa mammillosa
Palythoa mammillosa is een Zoanthideasoort uit de familie van de Sphenopidae. De wetenschappelijke naam van de soort is voor het eerst geldig gepubliceerd in 1786 door Ellis & Solander.